# Boys and Girls (serie televisiva)
Boys and Girls (The Sausage Factory, conosciuta anche come MTV's Now What?) è una sitcom statunitense andata in onda in Italia nel 2002 su MTV. Nel 2002 la serie si è aggiudicata il premio canadese Leo Award nonostante sia stata cancellata dopo soli 13 episodi.

## Episodi
| Stagione       | Episodi | Prima TV USA | Prima TV Italia |
| -------------- | ------- | ------------ | --------------- |
| Prima stagione | 13      | 2001-2002    | 2002            |